# Harry Eagle
Harry Eagle (New York, 1905 – 21 giugno 1992) è stato un patologo statunitense.
Ha studiato e in seguito lavorato alla Johns Hopkins University, prima di passare al National Institutes of Health. Dal 1961 al 1988 ha lavorato all'Albert Einstein College of Medicine. È conosciuto per la messa a punto di uno dei primi terreni di coltura per la crescita di cellule umane e di mammiferi in genere. Nel 1973 è stato co-vincitore del Premio Louisa Gross Horwitz. Nel 1987 è stato insignito della National Medal of Science per i suoi studi nel campo delle scienze biologiche. 